# راشلند (پنسیلوانیا)
راشلند (به انگلیسی: Rushland) یک منطقهٔ مسکونی در ایالات متحده آمریکا است که در پنسیلوانیا واقع شده‌است. راشلند ۴۷٫۸۵ متر بالاتر از سطح دریا واقع شده‌است.